# Agía Ermióni
Agía Ermióni (Aghia Ermioni, Agia Ermioni) är en ort i Grekland.   Den ligger i prefekturen Chios och regionen Nordegeiska öarna, i den östra delen av landet, 210 km öster om huvudstaden Aten. Agía Ermióni ligger 8 meter över havet och antalet invånare är 478. Den ligger på ön Chios.
Terrängen runt Agía Ermióni är platt åt sydost, men åt nordväst är den kuperad. Havet är nära Agía Ermióni åt sydost.  Närmaste större samhälle är Chios, 7,4 km norr om Agía Ermióni. 